# تپه منجق تپه
تپه منجق تپه مربوط به هزاره ۱- دوران‌های تاریخی پس از اسلام است و در شهرستان مراغه، بخش مرکزی، روستای دیورزم واقع شده و این اثر در تاریخ ۱۲ بهمن ۱۳۸۱ با شمارهٔ ثبت ۷۳۵۹ به‌عنوان یکی از آثار ملی ایران به ثبت رسیده است.